# Heliconius xinguensis
Heliconius xinguensis är en fjärilsart som beskrevs av Heinrich Neustetter 1925. Heliconius xinguensis ingår i släktet Heliconius och familjen praktfjärilar. Inga underarter finns listade i Catalogue of Life.